# Jülide Sarıeroğlu

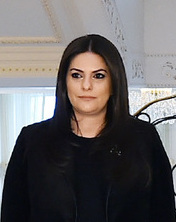
Jülide Sarıeroğlu, 2018

Jülide Sarıeroğlu (* 7. Juni 1979 in Adana) ist eine türkische Politikerin der Partei für Gerechtigkeit und Aufschwung (AKP), Ökonomin und Schriftstellerin. Im Kabinett von Binali Yıldırım bekleidete sie das Amt der Ministerin für Arbeit und Soziale Sicherheit.

## Leben
Sarıeroğlu studierte Arbeitsmarktökonomik und Industrielle Beziehungen bis zum Bachelor an der Gazi Üniversitesi in Ankara.
Nach ihrem Eintritt in die AKP war sie in verschiedenen Komitees der Partei tätig und war seit der Kabinettsumwandlung vom 19. Juli 2017 bis zum 9. Juli 2018 Ministerin. Damit wurde der Posten nach 26 Jahren wieder mit einer Frau besetzt (zuvor İmren Aykut).

## Werke
- Kadın Çalışmaları El Kitabı – Çalışan Kadınlar: Hakları ve Yeni Yasal Düzenlemeler
- Kayıtlı Çalışmanın Avantajları
- İş Arama Teknikleri
- Çocuk Hakları
- AB Ülkelerinde Sosyal Diyalog Örnekleri